# 요네자와 시오리
요네자와 시오리(일본어: 米沢史織 1985년 9월 12일 ~ )는 도쿄도 출신의 일본의 배우이다. 아역으로 데뷔하였고 성장기에는 학업에 집중하기 위하여 연예활동을 중단하였으나, 대학 진학 이후 방송활동을 재개하여 활동중이다.

## 주요출연작
영화
- 1992　고질라 대 모스라「ゴジラ対モスラ」(東宝)
- 1994　학교의 괴담「学校の怪談」(東映)
- 1997　학교의 괴담 3「学校の怪談3」(東映)

TV ・ 라디오
- 1993　류큐의 바람「琉球の風」(NHK)
- 1993　가오 패밀리 극장「花王ファミリー劇場」(TBS)
- 1993　웃음 케이스 100「笑ケース100」(CX)
- 1994　빅쿠리 직업인「びっくり仕事人」(NHK)
- 1996　이구아나의 딸「イグアナの娘」(ANB)
- 1998　하미다시 형사 정열계「はみだし刑事　情熱系」(ANB)
- 1998　신도루 「しんドル」(TOKYO-FM)
- 1999　온센데카 2「おんせんデカ2」(CX)

V시네마
- 1999 주온　「呪怨」

무대
- 1999 여기 스마일　「ココスマイル」

CF
- 살살녹는 치즈「とろけるチーズ」(雪印)
- 2Way아이런「2Wayアイロン」(東芝)
- 엄마는 초등학교4학견 오세와미라이 짱「ママは小学校4年生* お世話みらいちゃん」(タカラ)
- 사라테크토(아스 제약)「サラテクト」(アース製薬)

인터넷
- 온라인 메거진 톱 차이돌 배우 オンラインマガジン「トップチャイドルアクトレス」

CD
- 1998　「Dream and Love」(キングレコード)